# Gayéri
Pour le département et la commune urbaine, voir Gayéri (département).
Gayéri est une ville chef-lieu du département et la commune urbaine de Gayéri ainsi que celui de la province de la Komondjari, située dans la région de l'Est au Burkina Faso.

## Géographie
Gayéri est situé à environ 65 km au Nord de Fada N'Gourma, le chef-lieu de la région. La ville est divisée en cinq secteurs urbains :
- Secteur 1 : 1 199 habitants
- Secteur 2 : 2 169 habitants
- Secteur 3 : 1 564 habitants
- Secteur 4 : 766 habitants
- Secteur 5 : 362 habitants

## Santé et éducation
Gayéri accueille un centre médical avec une antenne chirurgicale ainsi qu'un centre de santé et de promotion sociale (CSPS) au niché de la ville.